# Tumbesvliegenpikker
De tumbesvliegenpikker (Nesotriccus tumbezanus synoniem: Phaeomyias tumbezana) is een zangvogel uit de familie Tyrannidae (tirannen).De vogel werd in 1877 door de Poolse vogelkundige Władysław Taczanowski als Phyllomyias tumbezana beschreven.

## Verspreiding en leefgebied
Deze soort komt voor in Ecuador en Peru en telt twee ondersoorten:
- N. t. tumbezanus: zuidwestelijk Ecuador en het uiterste noordwesten van Peru, de regio Tumbes
- N. t. inflavus: noordwestelijk Peru.

## Status
De grootte van de populatie is niet gekwantificeerd maar de soort wordt omschreven als vrij algemeen maar met een versnipperde verspreiding. Op de Rode lijst van de IUCN heeft deze soort de status niet bedreigd.